# 希雷茨
49°39′4″N 23°51′21″E / 49.65111°N 23.85583°E

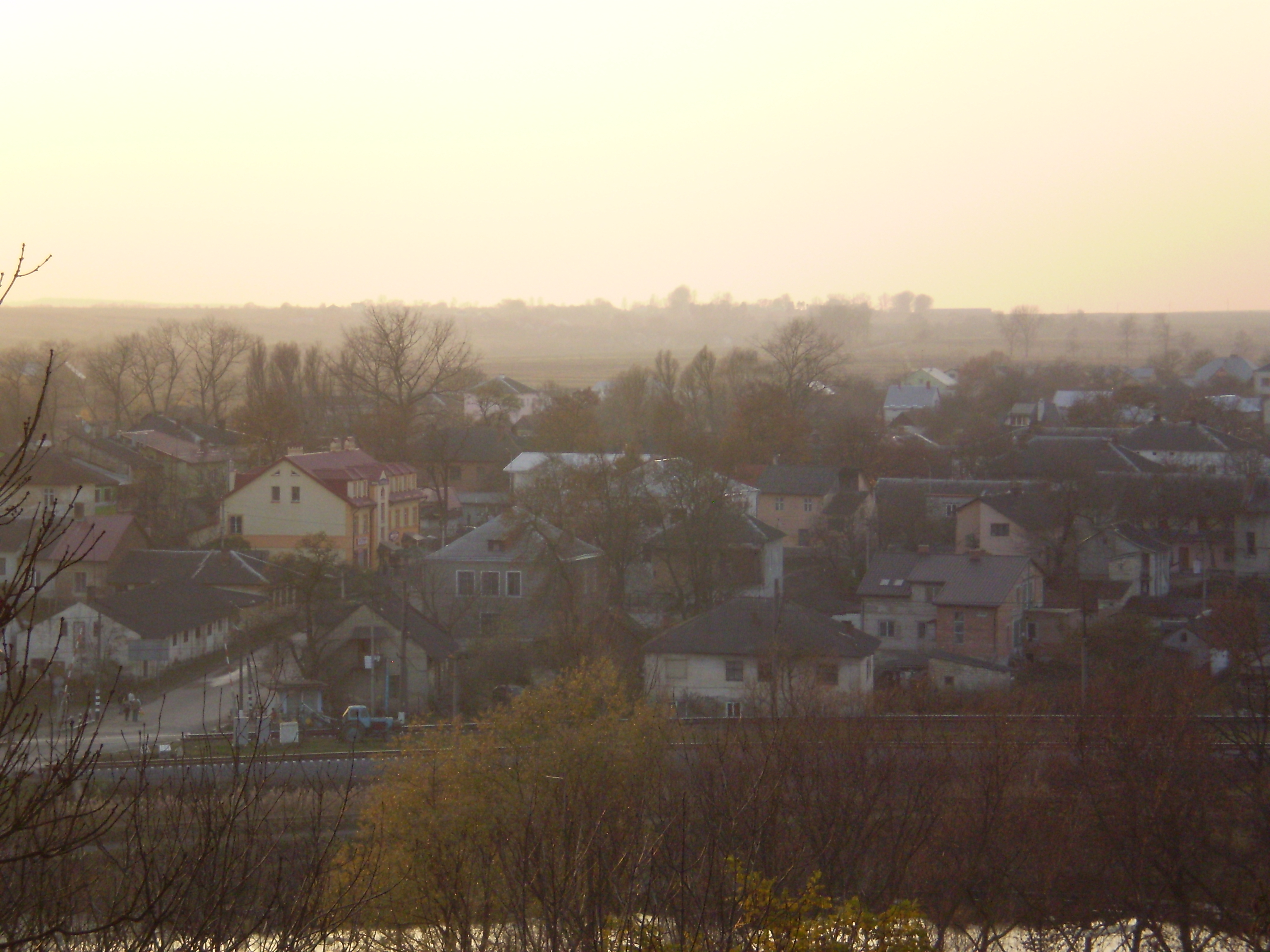
希雷茨

希雷茨（羅馬化：Shchyrets），或按俄语名译为希列茨，是烏克蘭西部利沃夫州利沃夫区希雷茨市镇内的市級鎮，及该市镇的行政中心。處於希雷茨河畔，始建於1113年，面積2.49平方公里，2022年人口5,659，人口密度每平方公里2,302.4人。

## 備註
1. ↑  俄語：